# Pristimantis pteridophilus
Pristimantis pteridophilus es una especie de anfibio anuro de la familia Craugastoridae.

## Distribución
Esta especie es endémica de Ecuador. Habita en las provincias de Pichincha e Imbabura entre los 1500 y 2710 m de altitud en la vertiente occidental de la Cordillera Occidental.

## Descripción
Los machos miden de 17.6 a 25.1 mm y las hembras de 31.9 a 33.9 mm.

## Publicación original
- Lynch & Duellman, 1997 : Frogs of the genus Eleutherodactylus (Leptodactylidae) in western Ecuador: systematics, ecology, and biogeography. Special Publication, Natural History Museum, University of Kansas, n.º 23, p. 1-236[5]